# Варош (Барбан)
Варош (итал. Varossi) је некадашње насеље у општини Барбан, Истарска жупанија, Хрватска.

## Историја
До територијалне реорганизације у Хрватској била је у саставу старе општине Пула. На попису из 2011. године насеље је укинуто и заједно са насељима Балићи II, Цвитићи, Долица, Горица и Меданчићи улази у састав новоформираног насеља Сутиванац.

## Становништво
| Број становника према пописима | Број становника према пописима | Број становника према пописима | Број становника према пописима | Број становника према пописима | Број становника према пописима | Број становника према пописима | Број становника према пописима | Број становника према пописима | Број становника према пописима | Број становника према пописима | Број становника према пописима | Број становника према пописима | Број становника према пописима | Број становника према пописима |
| ------------------------------ | ------------------------------ | ------------------------------ | ------------------------------ | ------------------------------ | ------------------------------ | ------------------------------ | ------------------------------ | ------------------------------ | ------------------------------ | ------------------------------ | ------------------------------ | ------------------------------ | ------------------------------ | ------------------------------ |
| 1857                           | 1869                           | 1880                           | 1890                           | 1900                           | 1910                           | 1921                           | 1931                           | 1948                           | 1953                           | 1961                           | 1971                           | 1981                           | 1991                           | 2001                           |
| 0                              | 0                              | 0                              | 44                             | 53                             | 39                             | 0                              | 0                              | 73                             | 75                             | 64                             | 61                             | 65                             | 60                             | 49                             |

Напомена: Од 1857. до 1880, 1921. и 1931. подаци се налазе у насељу Цвитићи. Од 1890. до 1910. исказивано као део насеља.